# Tuija Vuoksiala
Tuija Mirjam Inkeri Vuoksiala, née le 25 août 1961, est une biathlète finlandaise.

## Biographie
En 1985, elle remporte sa première médaille aux Championnats du monde avec le bronze sur le relais. Lors de l'édition 1987 à Lahti, en Finlande, elle gagne sa deuxième médaille de bronze, cette fois-ci dans l'individuel, ce qui restera un de ses deux podiums individuel de sa carrière,le deuxième étant gagné un an plus tard à la Coupe du monde à Keuruu. En 1989, elle obtient sa première victoire à la course par équipes à Hameenlinna dans la Coupe du monde.
Aux Mondiaux 1990, elle remporte de nouveau la médaille de bronze au relais.
Elle participe aux Jeux olympiques d'hiver de 1994 et prolonge sa carrière jusqu'en 1995.

## Palmarès

### Jeux olympiques d'hiver
| Épreuve / Édition   | Individuel | Sprint | Relais |
| ------------------- | ---------- | ------ | ------ |
| JO 1994 Lillehammer | 55e        | 36e    | 10e    |

### Championnats du monde
| Épreuve     | 1984 à Chamonix | 1985 à Ruhpolding | 1986 à Falun | 1987 à Lahti | 1988 à Chamonix | 1989 à Feistritz | 1990 à Minsk, Oslo et Kontiolahti | 1991 à Lahti | 1993 à Borovets | 1995 à Antholz |
| ----------- | --------------- | ----------------- | ------------ | ------------ | --------------- | ---------------- | --------------------------------- | ------------ | --------------- | -------------- |
| Individuel  | 14e             | -                 | 8e           | Bronze       | 19e             | 26e              | 28e                               | 31e          | 19e             | 44e            |
| Sprint      | 27e             | -                 | 11e          | 11e          | 15e             | -                | 20e                               | 32e          | 47e             | 30e            |
| Relais      | -               | Bronze            | 4e           | -            | 10e             | 6e               | Bronze                            | -            | -               | 9e             |
| Par équipes |                 |                   |              |              |                 | 5e               | 7e                                |              | 10e             | 12e            |

### Coupe du monde
- Meilleur classement général : 15e en 1989.
- Selon l'Union internationale de biathlon qui prend en compte les podiums obtenus aux Championnats du monde dans le total suivant :
  - 2 podiums individuels : 2 troisièmes places.
  - 5 podiums en relais : 1 victoire et 4 troisièmes places.
  - 3 podiums par équipes : 1 victoire, 1 deuxième place et 1 troisième place.